# Michael Adams (Badminton)
Michael Adams (* 14. Februar 1977) ist ein südafrikanischer Badmintonspieler. 

## Karriere
Michael Adams war 1999 der erste schwarze Spieler, der in Südafrika einen nationalen Titel im Badminton gewinnen konnte. 2000 wiederholte er seinen Triumph aus dem Vorjahr im Herreneinzel. 1999 und 2001 nahm er an den Badminton-Weltmeisterschaften teil, 1998 an den Commonwealth Games in Kuala Lumpur.

## Sportliche Erfolge
| Saison | Veranstaltung                 | Disziplin    | Platz | Name                             |
| ------ | ----------------------------- | ------------ | ----- | -------------------------------- |
| 1999   | Südafrikanische Meisterschaft | Herreneinzel | 1     | Michael Adams                    |
| 1999   | Weltmeisterschaft             | Herrendoppel | 33    | Michael Adams / Édouard Clarisse |
| 2000   | Südafrikanische Meisterschaft | Herreneinzel | 1     | Michael Adams                    |